# The Orange Box
A Orange Box é uma compilação de video games para Microsoft Windows, Xbox 360 e PlayStation 3. As versões para Xbox 360 e Windows foram desenvolvidas e publicadas pela Valve Corporation e lançadas em 10 de Outubro de 2007, ambas com uma versão em caixa para venda e uma versão apenas para Windows de download digital através do sistema da Valve, Steam. A versão para PlayStation 3 foi produzida pela Eletronic Arts e lançada em 11 de Dezembro de 2007 na América do Norte e na Europa. Valve também lançou a trilha sonora, contendo as músicas dos jogos da compilação.
A compilação contém cinco jogos, todos feitos no motor da Valve, Source. Dois dos jogos incluídos, Half-Life 2 e sua primeira expansão, Episode One, foram previamente lançadas como produtos separados. Três novos jogos também estão na compilação: Half-Life 2: Episode Two; o jogo de puzzle Portal; e Team Fortress 2, o jogo de múltiplos jogadores que é sequência da modificação de Half-Life, Team Fortress. A Valve planejou lançar um produto separado contendo apenas os novos jogos, chamado "The Black Box", mas foi cancelado.
A Orange Box foi aclamada pela crítica e Portal foi reconhecido como a surpresa favorita do pacote. A versão de PlayStation do jogo apresentou vários problemas técnicos não presentes nas outras versões, que foram consertados mais tarde com pacotes.
Vendeu mais de três milhões de cópias até Novembro de 2008.

## A Orange Box
A compilação apresenta cinco jogos completos em apenas um pacote: Half-Life 2 e suas duas continuações, Episode One e Episode Two; Portal; e Team Fortress 2. Todos esses jogos usam do motor Source da Valve.
Através da plataforma Steam para a versão Windows, os jogos podem coletar e reportar dados do jogo, como onde o personagem do jogador morreu, o tempo da missão, e vitórias totais em modos multiplayer. Estes dados são compilados para gerarem estatísticas para Episode One, Episode Two, e Team Fortress 2.
Apesar de Half-Life 2 ter a maior proporção de Achievements, existem 99 espalhados pelos cinco jogos, excedendo o limite de 50 que a Microsoft mantém em seus jogos de Xbox 360. Tais Achievements incluem matar certo número de monstros, achar armas escondidas, e outras tarefas específicas para cada jogo.

## Half-Life 2
Half-Life 2 é um jogo de tiro em primeira pessoa de ficção científica e uma sequência de Half-Life. Permanece similar no estilo ao original, e introduz novos conceitos à série como desafios baseados em física e trechos jogados dentro de veículos. O jogo se passa na cidade ficcional City 17 e as áreas ao redor. Gordon Freeman, o protagonista, é colocado em um ambiente de conflito entre a raça alienígenas Combine assasins e humanos após os acontecimentos do primeiro jogo. Ele se encontra com vários aliados, como antigos colegas da Black Mesa, os antigos inimigos Vortigaunts, agora aliados, e humanos escravizados pela raça alienígena.
Half-Life 2 recebeu aclamação da crítica, incluindo 35 prêmios Game of the Year, quando foi originalmente lançado para Windows em 2004.

## Half-Life 2: Episode One
Half-Life 2: Episode One dá continuidade aos eventos de Half-Life 2. O jogo faz adições ao anterior, adicionando jogabilidade cooperativa com personagens não jogáveis como Alyx Vance, cujas habilidades complementam as de Freeman e o ajudam através do jogo. É ambientado logo após o término do jogo anterior.
O jogo foi originalmente lançado em 2006 para Windows como jogo separado e foi bem-recebido, embora criticado por duração curta e falta de novidades.

## Half-Life 2: Episode Two
Episode Two se fez disponível como parte da Orange Box e foca em grandes ambientes, viagem, e jogabilidade menos linear. No jogo, Gordon Freeman e outros personagens da série saem de City 17 e da selva ao redor. O jogo foi bem-dito por seus novos ambientes.

## Portal
Portal é um jogo de puzzle em primeira pessoa, lançado junto a Orange Box. O jogo consiste primariamente em uma série de puzzles e desafios que são resolvidos através da criação de portais que os jogadores e objetos podem atravessar para chegar ao outro ponto. O sistema de portais e a física incomum que ele cria são a ênfase do jogo. Portal foi a surpresa favorita da Orange Box, recebendo vários prêmios Game of the Year.

## Team Fortress 2
Team Fortress 2 é um jogo de tiro em primeira pessoa, com multiplayer baseado em times, e foi primeiramente lançado como parte da Orange Box. O jogo é uma sequência a modificação de Half-Life, Team Fortress. Se foca em dois times competitivos que atacam um ao outro para completar diversos objetivos, incluindo capturar pontos de comando ou capturando a bandeira. Jogadores podem jogar como uma das nove classes disponíveis, cada uma com seus fortes e fracos. Ao contrário da maioria dos jogos Source, Team Fortress 2 apresenta um visual cartunesco e não realista. O jogo foi bem recebido pelos críticos e consumidores, e foi particularmente elogiado por sua direção artística.